# BMW Serie 2
La BMW Serie 2 è la denominazione assunta da una famiglia di autovetture appartamenti al segmento C, prodotte dalla casa automobilistica tedesca BMW dal 2013 dapprima in versione coupé e a cui, nel corso degli anni, si sono aggiunte anche le versioni cabriolet, monovolume e berlina-coupé a quattro porte.

## Presentazione
Nata per sostituire la BMW E82 e BMW E88, è stata proposta dapprima con carrozzeria coupé a tre volumi e a 2 porte: solo in seguito sono state introdotte la cabriolet a 2 porte, la monovolume e la coupé a quattro porte. A partire dalla prima generazione della Serie 2, è stata introdotta anche la variante sportiva, denominata M2. Con la seconda generazione, non è più disponibile la versione cabriolet, che viene soppiantata nel listino BMW dalla Z4 G29.

## Coupé/Cabriolet

### Prima serie (F22/F23, 2013-2021)
La prima generazione della Serie 2 è stata lanciata in versione coupé F22 e cabriolet F23, entrambe basate sulla piattaforma a trazione posteriore in comune con la Serie 1 F20. Questa generazione è stata introdotta nel novembre 2013 come erede della Serie 1 coupé e cabriolet E88.

### Seconda serie (G42, dal 2021)
La seconda generazione della Serie 2 coupé è stata presentata nel luglio 2021 come erede della F22 coupé e F23 cabriolet. Utilizzando sempre la trazione posteriore, la G42 è costruito sulla piattaforma CLAR con distribuzione dei pesi 50:50 e condivide molte componenti meccaniche con la Serie 3 G20 e la Serie 4 G22. A differenza della precedente generazione, la G42 non è più disponibile con il cambio manuale e in versione cabriolet.

## M2

### Prima serie (F87, 2015-2021)
La BMW M2 è la versione ad alte prestazioni della Serie 2 coupé. La prima generazione della M2 è la coupé F87 ed è alimentata da motorizzazioni turbocompresse a sei cilindri in linea siglate BMW N55 e BMW S55. Della vettura sono state presentate due evoluzioni, la Competition e la CS.

## Active Tourer/Gran Tourer

### Prima serie (F45/F46, 2014-2021)
La Serie 2 Active Tourer F45 è una monovolume a cinque porte introdotta nel 2014. Il veicolo è costruito sulla piattaforma a trazione anteriore UKL2. È stato il primo modello BMW "tuttoavanti" a non utilizzare la configurazione a trazione posteriore. La versione più lunga con 7 posti su tre file di sedili chiamata BMW Serie 2 Gran Tourer F46 è stata presentata nel 2015.

### Seconda serie (U06, dal 2021)
A fine 2021 viene introdotta la seconda generazione; non è più disponibile la versione Gran Tourer a 7 posti.

## Gran Coupé

### Prima serie (F44, dal 2019)
La BMW ha presentato la Gran Coupé F44, che è la variante di carrozzeria berlina a quattro porte, nell'ottobre 2019. La vettura non è costruita sulla piattaforma UKL2 a trazione anteriore come per le Active Tourer (F45) e Gran Tourer (F46), ma sull'evoluzione della stessa chiamata FAAR in comune con la Serie 1 F40.

## Galleria d'immagini
Dal suo debutto, la produzione della Serie 2 si è articolata in due generazioni disponibile in 5 varianti di carrozzeria:
| Serie 2             | Coupé   | Cabriolet | Active Tourer | Gran Tourer | Gran Coupé | M2      |
| ------------------- | ------- | --------- | ------------- | ----------- | ---------- | ------- |
| Prima generazione   | BMW F22 | BMW F23   | BMW F45       | BMW F46     | BMW F44    | BMW F87 |
| Seconda generazione | BMW G42 | -         | BMW U06       | -           | BMW F74    | BMW G87 |